# 79 Eurynome
79 Eurynome је астероид главног астероидног појаса са пречником од приближно 66,47 km.
Афел астероида је на удаљености од 2,911 астрономских јединица (АЈ) од Сунца, а перихел на 1,979 АЈ.
Ексцентрицитет орбите износи 0,190, инклинација (нагиб) орбите у односу на раван еклиптике 4,616 степени, а орбитални период износи 1396,802 дана (3,824 године).
Апсолутна магнитуда астероида је 7,96 а геометријски албедо 0,261.
Астероид је откривен 14. септембра 1863. године.